# Centre Albert
Pour les articles homonymes, voir Albert.
Ne pas confondre avec la résidence Albert, également à Charleroi.
Le centre Albert, également connu sous le nom de tour Baudoux, est un gratte-ciel de bureaux situé dans la ville belge de Charleroi. Avec ses 82 mètres, il est le plus haut immeuble de la ville, devant la tour Bleue (75m) et le Centre Europe (56m).

## Historique
Le bâtiment est construit à l'endroit où se situait la maison des Corporations.
Le projet initial est présenté par le promoteur Jean Baudoux. Il prévoyait une tour avec commerces et services, bureaux, appartements, une salle de conférence, bar et dancing. La tour n'abritera finalement que des bureaux.